# 大腓特烈斯山
大腓特烈斯山（德語：Großer Friedrichskopf），是奧地利的山峰，位於該國南部，由克恩頓州負責管轄，屬於舍貝爾山脈的一部分，距離佩策克山1.9公里，海拔高度3,134米，每年平均降雨量2,138毫米。